# Flugunfall von Bockhorn
Der Flugunfall von Bockhorn ereignete sich am 12. Februar 1969. Unmittelbar nach dem Start vom Fliegerhorst Erding kollidierte ein Transportflugzeug des Lufttransportgeschwaders 61 (LTG 61) der Luftwaffe vom Typ Nord 2501D Noratlas (Kennzeichen 52+57) mit einem Wohnhaus in Emling. Dabei wurden 10 der 13 Insassen des Luftfahrzeuges tödlich verletzt. Von den zum Unfallzeitpunkt anwesenden Bewohnern des Hauses konnten zwei gerettet werden, ein Kind wurde im Haus getötet.

## Unfallhergang
Die Nord 2501D Noratlas des LTG 61 startete am 12. Februar 1969 vom damaligen Geschwaderstandort Fliegerhorst Neubiberg zu einem Flug in Richtung Flughafen Köln/Bonn mit einer Zwischenlandung auf dem Fliegerhorst Erding. Außer der 4-köpfigen Besatzung befanden sich noch weitere Soldaten an Bord. An diesem Tag herrschte starker Schneefall in Oberbayern. Beim Start in Erding zum Weiterflug nach Köln gewann das Flugzeug in einem starken Schneesturm nicht genügend Fahrt und Höhe, berührte eine Scheune und rutschte über ein schneebedecktes Feld in ein Bauernhaus. Nach dem Aufprall entzündete sich auslaufender Treibstoff und setzte auch das Haus in Brand. Zwei der drei anwesenden Bewohner konnten von Nachbarn gerettet werden, ein Kind kam in den Flammen um. Von den an Bord der Noratlas befindlichen Soldaten wurden acht sofort getötet, zwei weitere starben kurz danach an ihren schweren Verletzungen, drei überlebten.

## Unfallursache
Ursache des Verlusts der Kontrolle über das Luftfahrzeug beim Start in Erding war Vereisung.